# Andrei Prepeliță
Andrei Prepeliță (ur. 8 grudnia 1985 w Slatinie) – rumuński piłkarz grający na pozycji pomocnika.

## Kariera klubowa
Prepeliță rozpoczął karierę w 1991 w Unirei Slobozia. W 2000 trafił do Argeș Pitești, a w 2002 został włączony do pierwszej drużyny tego klubu. W maju 2007 trafił do Universitatei Craiova. W sierpniu 2011 podpisał czteroletni kontrakt ze Steauą Bukareszt. W lipcu 2015 przeszedł do Łudogorca Razgrad. Latem 2016 przeszedł do FK Rostów. W 2018 został zawodnikiem klubu Concordia Chiajna.

## Kariera reprezentacyjna
W reprezentacji Rumunii zadebiutował 7 września 2014 w wygranym 1:0 wyjazdowym meczu eliminacji do ME 2016 z Grecją, w którym wszedł na boisko w 84. minucie. W maju 2016 znalazł się w grupie 23 zawodników powołanych na Euro 2016.

## Życie prywatne
Jest synem Constantina, również związanego z piłką nożną. Jest żonaty z Alexandrą, z którą ma córkę Natalię Marię (ur. 1 stycznia 2012).

## Sukcesy

### Klubowe
Steaua Bukareszt
- Mistrzostwo Rumunii: (3): 2012/13, 2013/14, 2014/15
- Puchar Rumunii (1): 2014/15
- Superpucharu Rumunii (1): 2013
- Puchar Ligi Rumuńskiej (1): 2014/15

Łudogorec Razgrad
- Mistrzostwo Bułgarii (1): 2015/16